# Zoo (entreprise)
 (septembre 2019).
Zoo Corporation est un éditeur japonais de jeux vidéo pour PC et plus récemment pour iPhone pour le marché japonais.

## Jeux édités
1998
- Grand Theft Auto
- Moomin
- WarGames
- Barrage
- Anno 1602
- Commandos : Derrière les lignes ennemies
- V2000

1999
- Trophy Hunter
- Missing in Action
- Mayday! Mayday!
- Grand Theft Auto: London
- Anno 1602: Neue Inseln, Neue Abenteuer
- Hidden and Dangerous
- Darkstone

2000
- Slave Zero
- Grand Theft Auto 2
- Hidden and Dangerous: Fight for Freedom
- Messiah
- Carmageddon TDR2000
- Sudden Strike

2001
- Lula Pinball
- Sacrifice
- Sheep
- Cossacks: European Wars
- Sudden Strike Forever
- Technomage

2002
- Codename: Outbreak
- Cossacks: The Art of War
- Grand Theft Auto III
- Hidden and Dangerous Deluxe
- WarCommander
- Celtic Kings: Rage of War

2003
- Sudden Strike II
- Mafia: The City of Lost Heaven
- Cossacks: Back to War
- Anno 1503
- American Conquest
- New World Order
- Soldiers of Anarchy
- Blitzkrieg

2004
- American Conquest: Fight Back
- Hidden and Dangerous 2
- Afrika Korps vs. Desert Rats
- Nitro Family

2005
- Singles: Flirt Up Your Life
- Singles 2 : Trio d'enfer !
- 1944 : Campagne des Ardennes
- Fire Departement
- Medieval Lords
- Cossacks II: Napoleonic Wars
- D-Day
- Knights of Honor

2006
- Wildlife Park 2
- Company of Heroes
- Pacific Storm
- Glory of the Roman Empire
- Titan Quest
- City Life
- Blitzkrieg: Rolling Thunder
- Blitzkrieg 2
- Fire Department 2
- Codename Panzers: Phase 2
- Anno 1503 : Trésors, Monstres et Pirates
- Mockba to Berlin

2007
- Race 07
- Hitman: Blood Money
- Freight Tycoon
- Company of Heroes: Opposing Fronts
- ArmA: Armed Assault
- ArmA: Queen's Gambit
- Tomb Raider: Legend
- Sudden Strike II
- Gary Grigsby's World at War
- S.T.A.L.K.E.R.: Shadow of Chernobyl
- Anno 1701
- Titan Quest: Immortal Throne
- GTR 2

2008
- Officers
- Left 4 Dead
- War Leaders
- Imperium Romanum
- Imperium Romanum : Emperor Expansion
- Galactic Civilizations II: Dread Lords
- Galactic Civilizations II: Dark Avatar
- Galactic Civilizations II: Twilight of the Arnor
- S.T.A.L.K.E.R.: Clear Sky
- GTR Evolution
- BioShock
- Battlestations: Midway
- Tomb Raider: Anniversary
- World in Conflict
- Sudden Strike 3: Arms for Victory
- Prey
- Supreme Commander
- Supreme Commander: Forged Alliance

2009
- Empire: Total War
- Company of Heroes: Tales of Valor
- Trine
- RACE On
- Left 4 Dead 2
- Cryostasis
- Zeno Clash
- Anno 1404
- Farming Simulator 2009
- ARMA II
- Tomb Raider: Underworld
- DCS: Black Shark
- Pure
- Grand Ages: Rome
- Dark Sector
- King's Bounty: The Legend
- Restaurant Empire II
- Sudden Strike 3: The Last Stand
- XIII Century: Death to Glory
- Sins of a Solar Empire
- Saints Row 2
- Double Clutch

2010
- Braid
- S.T.A.L.K.E.R.: Call of Pripyat
- Sacred 2: Fallen Angel
- King's Bounty: Armored Princess